# Rankings da ATP
Rankings da ATP são rankings organizados pela ATP que classifica os melhores jogadores de tênis em simples e em duplas.
Eles são o método baseado em mérito usado pela ATP para determinar a qualificação para entrada em torneios, bem como a distribuição de jogadores em todos os torneios de simples e duplas. Os primeiros rankings de simples foram publicadas em 23 de agosto de 1973, enquanto os de duplas foram publicados pela primeira vez em 1º de março de 1976. Os pontos de classificação são atribuídos de acordo com a fase do torneio alcançada e o prestígio do torneio, sendo os quatro Grand Slam os torneios que dão mais pontos. Os rankings são atualizados todas as segundas-feiras e os pontos são perdidos 52 semanas após serem atribuídos (com exceção das Finais ATP, das quais os pontos são perdidos na segunda-feira seguinte ao último evento ATP Tour do ano seguinte).

## Histórico
A ATP começou como um sindicato masculino em 1972, através dos esforços combinados de Jack Kramer, Cliff Drysdale e Donald Dell [en], e ganhou destaque quando 81 de seus membros boicotaram o  Torneio de Wimbledon de 1973. Apenas dois meses depois, em agosto, o ATP introduziu seu sistema de classificação destinado a tornar objetivos os critérios de entrada nos torneios, que até então eram controlados por federações nacionais e diretores de torneios.
O novo sistema de classificação da ATP foi rapidamente adotado pelo tênis masculino. Embora praticamente todos os membros do ATP fossem a favor de objetivar a participação em eventos, o primeiro número 1 do sistema, Ilie Năstase, lamentou que "todos tivessem um número pairando sobre eles", promovendo uma atmosfera mais competitiva e menos colegial entre os jogadores.
Os critérios originais de classificação da ATP, que eram publicados regularmente semanalmente apenas a partir de meados de 1979 e persistiram até a década de 1980, baseavam-se na média dos resultados de cada jogador, embora os detalhes fossem revisados várias vezes. A partir de 1990, em conjunto com a expansão do alcance da ATP como o novo operador turístico masculino, os critérios de classificação foram substituídos por um sistema 'best of' modelado após o esqui alpino competitivo. Este sistema 'best of' originalmente usava 14 eventos, mas expandiu para 18 em 2000. O computador que calcula as classificações é apelidado de "Blinky".

## Distribuição de pontos
A distribuição de pontos para a temporada de 2024 foi definida:
| Categoria                 | T          | F                                           | SF                                          | QF                                          | R16                                         | R32                                         | R64                                         | R128                                        | Q                                           | Q3                                          | Q2                                          | Q1                                          |
| ------------------------- | ---------- | ------------------------------------------- | ------------------------------------------- | ------------------------------------------- | ------------------------------------------- | ------------------------------------------- | ------------------------------------------- | ------------------------------------------- | ------------------------------------------- | ------------------------------------------- | ------------------------------------------- | ------------------------------------------- |
| Grand Slam (S)            | 2000       | 1300                                        | 800                                         | 400                                         | 200                                         | 100                                         | 50                                          | 10                                          | 30                                          | 16                                          | 8                                           | 0                                           |
| Grand Slam (D)            | 2000       | 1200                                        | 720                                         | 360                                         | 180                                         | 90                                          | –                                           | –                                           | –                                           | –                                           | –                                           | –                                           |
| ATP Finals (S/D)          | 900+FG     | 400+FG                                      | FG                                          | Fase de grupos (FG): 200 por vitória        | Fase de grupos (FG): 200 por vitória        | Fase de grupos (FG): 200 por vitória        | Fase de grupos (FG): 200 por vitória        | Fase de grupos (FG): 200 por vitória        | Fase de grupos (FG): 200 por vitória        | Fase de grupos (FG): 200 por vitória        | Fase de grupos (FG): 200 por vitória        | Fase de grupos (FG): 200 por vitória        |
| ATP Masters 1000 (96S)    | 1000       | 650                                         | 400                                         | 200                                         | 100                                         | 50                                          | 30                                          | 10                                          | 20                                          | –                                           | 10                                          | 0                                           |
| ATP Masters 1000 (56/48S) | 1000       | 650                                         | 400                                         | 200                                         | 100                                         | 50                                          | 10                                          | –                                           | 30                                          | –                                           | 16                                          | 0                                           |
| ATP Masters 1000 (D)      | 1000       | 600                                         | 360                                         | 180                                         | 90                                          | 0                                           | –                                           | –                                           | –                                           | –                                           | –                                           | –                                           |
| ATP 500 (48S)             | 500        | 330                                         | 200                                         | 100                                         | 50                                          | 25                                          | 0                                           | –                                           | 16                                          | –                                           | 8                                           | 0                                           |
| ATP 500 (32S)             | 500        | 330                                         | 200                                         | 100                                         | 50                                          | 0                                           | –                                           | –                                           | 25                                          | –                                           | 13                                          | 0                                           |
| ATP 500 (16D)             | 500        | 300                                         | 180                                         | 90                                          | 0                                           | –                                           | –                                           | –                                           | 45                                          | –                                           | 25                                          | 0                                           |
| ATP 250 (48S)             | 250        | 165                                         | 100                                         | 50                                          | 25                                          | 13                                          | 0                                           | –                                           | 8                                           | –                                           | 4                                           | 0                                           |
| ATP 250 (32S)             | 250        | 165                                         | 100                                         | 50                                          | 25                                          | 0                                           | –                                           | –                                           | 13                                          | –                                           | 7                                           | 0                                           |
| ATP 250 (16D)             | 250        | 150                                         | 90                                          | 45                                          | 0                                           | –                                           | –                                           | –                                           | –                                           | –                                           | –                                           | –                                           |
| United Cup                | 500 (máx.) | Para mais detalhes, veja United Cup de 2024 | Para mais detalhes, veja United Cup de 2024 | Para mais detalhes, veja United Cup de 2024 | Para mais detalhes, veja United Cup de 2024 | Para mais detalhes, veja United Cup de 2024 | Para mais detalhes, veja United Cup de 2024 | Para mais detalhes, veja United Cup de 2024 | Para mais detalhes, veja United Cup de 2024 | Para mais detalhes, veja United Cup de 2024 | Para mais detalhes, veja United Cup de 2024 | Para mais detalhes, veja United Cup de 2024 |
| ATP Challenger 175 (S)    | 175        | 90                                          | 50                                          | 25                                          | 13                                          | –                                           | –                                           | –                                           | 6                                           | –                                           | 3                                           | –                                           |
| ATP Challenger 175 (D)    | 175        | 100                                         | 60                                          | 32                                          | –                                           | –                                           | –                                           | –                                           | 6                                           | –                                           | 3                                           | –                                           |
| ATP Challenger 125 (S)    | 125        | 64                                          | 35                                          | 16                                          | 8                                           | –                                           | –                                           | –                                           | 5                                           | –                                           | 3                                           | –                                           |
| ATP Challenger 125 (D)    | 125        | 75                                          | 45                                          | 25                                          | –                                           | –                                           | –                                           | –                                           | 5                                           | –                                           | 3                                           | –                                           |
| ATP Challenger 100 (S)    | 100        | 50                                          | 25                                          | 14                                          | 7                                           | –                                           | –                                           | –                                           | 4                                           | –                                           | 2                                           | –                                           |
| ATP Challenger 100 (D)    | 100        | 60                                          | 36                                          | 20                                          | –                                           | –                                           | –                                           | –                                           | 4                                           | –                                           | 2                                           | –                                           |
| ATP Challenger 75 (S)     | 75         | 44                                          | 22                                          | 12                                          | 6                                           | –                                           | –                                           | –                                           | 4                                           | –                                           | 2                                           | –                                           |
| ATP Challenger 75 (D)     | 75         | 50                                          | 30                                          | 16                                          | –                                           | –                                           | –                                           | –                                           | 4                                           | –                                           | 2                                           | –                                           |
| ATP Challenger 50 (S)     | 50         | 25                                          | 14                                          | 8                                           | 4                                           | –                                           | –                                           | –                                           | 3                                           | –                                           | 1                                           | –                                           |
| ATP Challenger 50 (D)     | 50         | 30                                          | 17                                          | 9                                           | –                                           | –                                           | –                                           | –                                           | 3                                           | –                                           | 1                                           | –                                           |
| ITF M25/25+H (S)          | 25         | 16                                          | 8                                           | 3                                           | 1                                           | –                                           | –                                           | –                                           | –                                           | –                                           | –                                           | –                                           |
| ITF M25/25+H (D)          | 25         | 16                                          | 8                                           | 3                                           | –                                           | –                                           | –                                           | –                                           | –                                           | –                                           | –                                           | –                                           |
| ITF M15/15+H (S)          | 15         | 8                                           | 4                                           | 2                                           | 1                                           | –                                           | –                                           | –                                           | –                                           | –                                           | –                                           | –                                           |
| ITF M15/15+H (D)          | 15         | 8                                           | 4                                           | 2                                           | –                                           | –                                           | –                                           | –                                           | –                                           | –                                           | –                                           | –                                           |

## Rankings
| Top20 de simples desde 9 de junho de 2025 | Top20 de simples desde 9 de junho de 2025 | Top20 de simples desde 9 de junho de 2025 | Top20 de simples desde 9 de junho de 2025 | Top20 de simples desde 9 de junho de 2025 |
| Pos.                                      | Jogador                                   | Pontos                                    | F                                         |                                           |
| ----------------------------------------- | ----------------------------------------- | ----------------------------------------- | ----------------------------------------- | ----------------------------------------- |
| 1                                         | Jannik Sinner (ITA)                       | 10,880                                    | Estável                                   |                                           |
| 2                                         | Carlos Alcaraz (ESP)                      | 8,850                                     | Estável                                   |                                           |
| 3                                         | Alexander Zverev (GER)                    | 6,385                                     | Estável                                   |                                           |
| 4                                         | Jack Draper (GBR)                         | 4,800                                     | 1                                         |                                           |
| 5                                         | Novak Djokovic (SRB)                      | 4,630                                     | 1                                         |                                           |
| 6                                         | Lorenzo Musetti (ITA)                     | 4,560                                     | 1                                         |                                           |
| 7                                         | Taylor Fritz (USA)                        | 4,485                                     | 3                                         |                                           |
| 8                                         | Tommy Paul (USA)                          | 3,510                                     | 4                                         |                                           |
| 9                                         | Holger Rune (DEN)                         | 3,440                                     | 1                                         |                                           |
| 10                                        | Alex de Minaur (AUS)                      | 3,285                                     | 1                                         |                                           |
| 11                                        | Daniil Medvedev                           | 3,100                                     | Estável                                   |                                           |
| 12                                        | Ben Shelton (USA)                         | 3,080                                     | 1                                         |                                           |
| 13                                        | Frances Tiafoe (USA)                      | 3,015                                     | 3                                         |                                           |
| 14                                        | Arthur Fils (FRA)                         | 2,935                                     | Estável                                   |                                           |
| 15                                        | Andrey Rublev                             | 2,920                                     | Estável                                   |                                           |
| 16                                        | Casper Ruud (NOR)                         | 2,905                                     | 8                                         |                                           |
| 17                                        | Jakub Menšík (CZE)                        | 2,322                                     | 2                                         |                                           |
| 18                                        | Francisco Cerúndolo (ARG)                 | 2,285                                     | Estável                                   |                                           |
| 19                                        | Grigor Dimitrov (BUL)                     | 2,205                                     | 2                                         |                                           |
| 20                                        | Ugo Humbert (FRA)                         | 2,195                                     | 1                                         |                                           |

| Top20 de duplas desde 9 de junho de 2025 | Top20 de duplas desde 9 de junho de 2025 | Top20 de duplas desde 9 de junho de 2025 | Top20 de duplas desde 9 de junho de 2025 |
| Pos.                                     | Jogador                                  | Pontos                                   | F                                        |
| ---------------------------------------- | ---------------------------------------- | ---------------------------------------- | ---------------------------------------- |
| 1                                        | Marcelo Arévalo (ESA)                    | 8,370                                    | Estável                                  |
| =                                        | Mate Pavić (CRO)                         | 8,370                                    | Estável                                  |
| 3                                        | Harri Heliövaara (FIN)                   | 8,060                                    | Estável                                  |
| 4                                        | Henry Patten (GBR)                       | 8,060                                    | Estável                                  |
| 5                                        | Kevin Krawietz (GER)                     | 6,270                                    | Estável                                  |
| 6                                        | Tim Pütz (GER)                           | 6,180                                    | Estável                                  |
| 7                                        | Marcel Granollers (ESP)                  | 6,135                                    | 3                                        |
| 8                                        | Horacio Zeballos (ARG)                   | 6,135                                    | 3                                        |
| 9                                        | Neal Skupski (GBR)                       | 5,460                                    | 6                                        |
| 10                                       | Jordan Thompson (AUS)                    | 5,280                                    | 1                                        |
| 11                                       | Lloyd Glasspool (GBR)                    | 4,670                                    | 3                                        |
| 12                                       | Simone Bolelli (ITA)                     | 4,640                                    | 5                                        |
| 13                                       | Andrea Vavassori (ITA)                   | 4,640                                    | 5                                        |
| 14                                       | Nikola Mektić (CRO)                      | 4,520                                    | 1                                        |
| 15                                       | Max Purcell (AUS)                        | 4,500                                    | 3                                        |
| 16                                       | Julian Cash (GBR)                        | 4,295                                    | Estável                                  |
| 17                                       | Joe Salisbury (GBR)                      | 3,930                                    | 3                                        |
| 18                                       | Michael Venus (NZL)                      | 3,910                                    | 1                                        |
| 19                                       | Evan King (USA)                          | 3,805                                    | 1                                        |
| 20                                       | Christian Harrison (USA)                 | 3,715                                    | 1                                        |